# Vojtěch Eduard Šaff
Vojtěch Eduard Šaff, též Adalbert Schaff (17. června 1865 Polička – 26. prosince 1923 Brno), byl český sochař a pedagog působící ve Vídni a Brně.

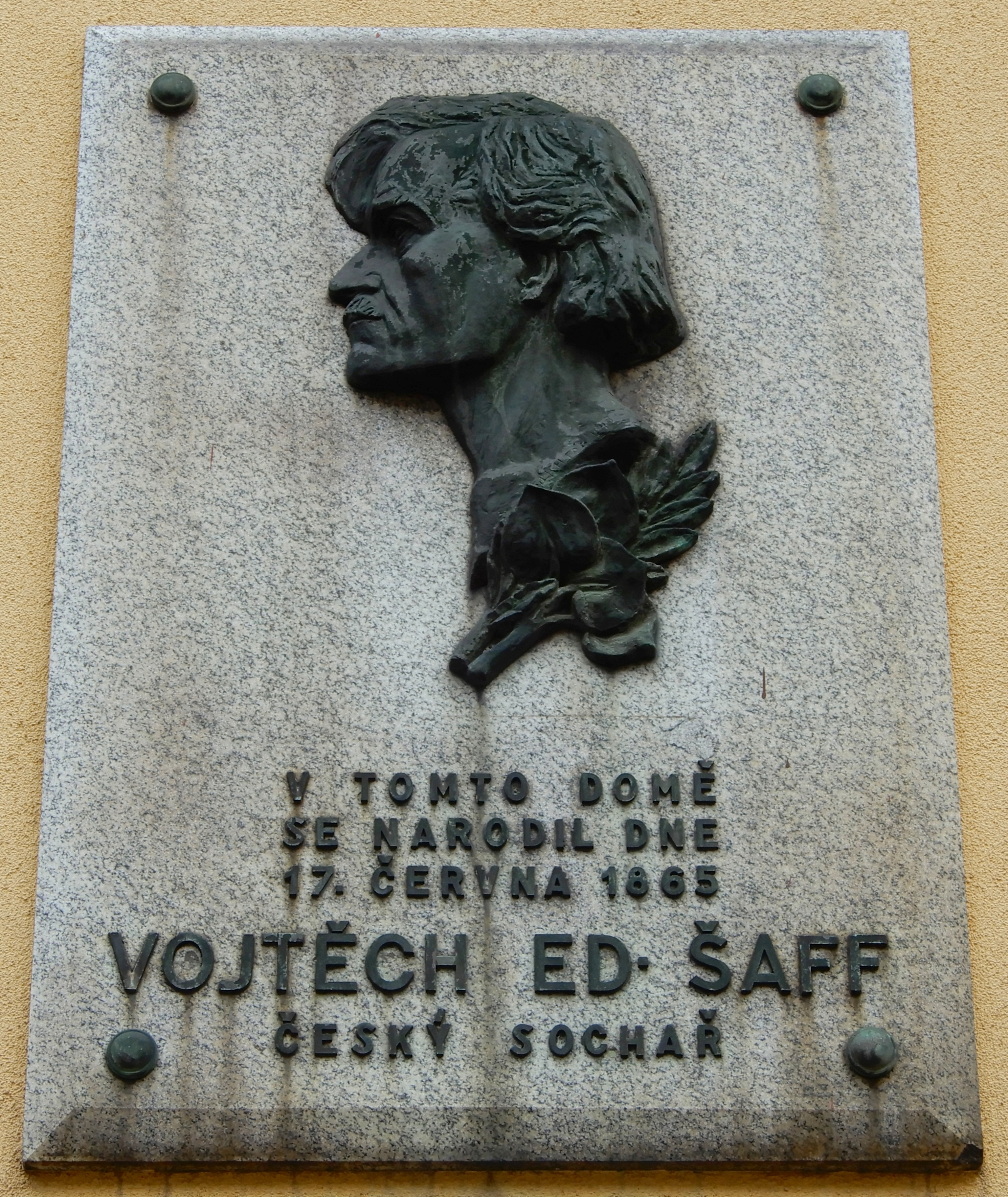
Pamětní deska na rodném domě v Poličce

## Život
Narodil se v královském věnném městě Poličce v domě čp. 107, jako druhé z pěti dětí obchodníka Vojtěcha Eduarda Šaffa (1837–1910) a Marie Šaffové rozené Hájkové (1843–1881), kde je také umístěna jeho pamětní deska. V Poličce je po něm pojmenována jedna z ulic. V rodině Šaffových se mluvilo česky, ale také německy, protože otec, který byl také výtvarně nadán, pocházel ze smíšené rodiny. V útlém dětství byl Vojtěch postižen křivicí, jejímž celoživotním následkem byla vyvýšená lopatka. Jeho výtvarného talentu si na poličské měšťance všiml učitel Alois Šlerka a v modelování ho podporovala i rodina. Šlerka spolu s městským lékařem Josefem Hálou přesvědčili Šaffovy, aby Vojtěcha nechali zapsat na výtvarnou školu. V letech 1880–1882 studoval na Uměleckoprůmyslové škole ve Vídni u A. Kühna, kam byl přijat po předložení modelu poprsí Fridricha Schillera, namísto předepsaných kreslených studií.

### 1880–1882 Vídeň, Umělecká průmyslová škola při c. k. museu
V Uměleckoprůmyslové škole při c. k. muzeu se vzdělával rok a půl. Studoval v ateliéru profesora Augusta Kühna. Příliš se mu zde nelíbilo, trpěl steskem po domově, neznal dostatečně jazyk. V tomto období umírá v Poličce na souchotě jeho matka (12. června 1881). Toto všechno se projevilo na jeho průměrných studijních výsledcích. Profesoři ho přesvědčovali, aby se věnoval průmyslovému ornamentálnímu oboru, protože tím by měl zajištěn zdroj příjmů. Šaff se však chtěl stát umělcem hlavně z lásky k umění. Ve druhém roce studia tedy z této školy bez vědomí otce odešel a nechal se zapsat na Akademii výtvarných umění ve Vídni.

### 1882–1892 Vídeň, Vídeňská umělecká akademie
Na Vídeňskou uměleckou akademii byl zapsán po předvedení svého modelu poprsí Jeho veličenstva císaře Františka Josefa I. přijímací komisi. Všeobecnou sochařskou školu zde vedl Edmund Ritter von Hellmer, speciální ateliéry Karel Kundmann a Kaspar von Zumbusch. Po absolvování tří ročníků všeobecné školy, začal v roce 1885 studovat u profesora Karla Kundmanna.
- 1885 – Vytvořil poprsí Sama Tomášika, skladatele písně „Hej Slované“. Kromě toho vymodeloval podobizny některých hodnostářů rodného města Poličky (pamětní deska J. Smoly v Riegrově ulici), podobiznu doktora Františka Ladislava Riegra pro Národní divadlo. Hluboce dojemné sousoší „Ecce homo“. Poprsí Jana Nerudy, které věnoval Vídeňské Slovanské Besedě. Reliéf „Charitas“. Reliéf Ferdinanda P. Místeckého (pseudonym Ferdinanda Pěčky, římskokatolického kněze a slezského spisovatele 1861 až 1937). Poprsí Sama Tomášika a některé další portréty vystavoval na Okresní výstavě v Poličce. Za poprsí Sama Tomášika obdržel bronzovou státní medaili[6]. Když Karel Kundmann zjistil, že se český student nezajímá o politiku, jeho počáteční odstup se vytratil a začal Šaffa všemožně podporovat a později se s ním spřátelil (dokonce se stal kmotrem druhého Šaffova syna Karla). Po dobu studií si přivydělával v ateliéru sochaře Antonína Pavla Wagnera.
- 1887 – Vymodeloval sochu „Olympie“, inspirován byl eposem Itala Ludovica Ariosta „Orlando furioso" (Zuřivý Roland).
- 1887 – Vytvořil druhou podobiznu Františka Ladislava Riegera, jako poslance ve Vídni.
- 1888 – Vytvořil alegorické sochy „Země“ a „Vzduch“ pro výzdobu nové budovy Musea království Českého v Praze (dnes Národní muzeum). Na balustrádě levé boční fasády (od budovy bývalého Národního shromáždění) stojí (zleva doprava) čtyři alegorické ženské postavy, které představují „Vzduch“ (1888, podle modelu z roku 1887), „Oheň“ a „Voda“ (model Tomáš Seidan, vytesal Václav Žďárský) a „Země“ (model i realizace roku 1888). V tomto roce vytvořil i sochu „Judity“, kterou vystavil v pražském Rudolfinu[6]. Stal se členem Slovanské besedy ve Vídni. Zde se v průběhu dalších let seznámil se spoustou významných vlastenců, ale i s nastupující generací českých politiků a umělců.
- 1889 – Se stal králem ostrostřelby v Poličce [7]. Na výstavě v Praze předvedl sousoší "Kristus přítel dítek" a reliéf určený pro budovu poličského sirotčince. Na akademii vystavil skupinu "Léda s labutí" a obdržel studijní cenu 200 zlatých[6].
- 1890 – Dokončil sousoší „Kristus přítel dítek“.
- 1891 – Sousoší „Léda s labutí“, které bylo vyznamenané první studijní cenou. Dále v tomto roce vytvořil sousoší „Pandora s Prometheem“, tímto dílem se účastnil Jubilejní zemské výstavy a odnesl si za něj čestný diplom druhé třídy.

### 1892 Samostatná tvorba
V tomto roce ukončil svá studia a začal tvořit samostatně. Za veliké sousoší „Vražda nemluvňat v Betlémě“ obdržel od profesorského sboru Vídeňské akademie cenu, státní cestovní „Římské stipendium“ (ročně 1500 zlatých po dobu dvou let na studijní cestu do Itálie a hlavně do Říma). Toto je nejvyšší vyznamenání, které Vídeňská akademie poskytuje.

### 1893–1895 Itálie, studijní cesta
Tím se splnil Šaffův dlouholetý sen. Ke konci roku 1892 se vydal na cestu, přes Salcburk (Solnohrad), Mnichov, jižní Německo a Švýcarsko, na jih. V Římě se usadil v paláci rakouského velvyslanectví u papežské stolice, Palazzo di Venezia (Benátský palác), kde měl svůj atelier i jiný slavný český umělec, malíř Beneš Knüpfer, se kterým se tu seznámil a stal se jeho důvěrným přítelem.
Za svého pobytu v Římě vytvořil tato díla: sochu „La fine della canzone“ v životní velikosti a její zmenšenou variantu v živějším pojetí. Pak následovala skica sousoší „Dříve a nyní“, 70 cm vysoká soška „Nebezpečná“, „Sirena“, skupina „Královna nebes“ – byzantského rázu, „Neronova pochodeň“, „Medea“, „Škaredý sen“ a pendant „Pěkný sen“, reliéfovou žánrovou podobiznu Beneše Knüpfera, několik návrhů k fontánám a náhrobkům.
- 1894 – Vytvořil poprsí Jana hraběte Harracha. V tomto roce se v Heidelbergu oženil s německou učitelkou slečnou Bedřiškou Schottovou (narozena 1862 v Heidelbergu, zemřela 1955), se kterou se seznámil na konci 80. let v rodné Poličce. Celkem se manželům Šaffovým narodily čtyři děti, z nichž tři se dožily dospělosti: Benedikt (* 1895), Cyril a Helena,[4] později provdaná Čermáková.[3]

V Římě městě pobyl tři roky. Letní prázdniny trávil na italském venkově, hlavně v osadě Saint' Anatolia, která je poutním místem nejen pro celý okres Abruzz, ale i pro daleké okolí. Právě v době Šaffova pobytu stavěla obec nový chrám a tak požádala umělce, aby vyzdobil hlavní oltář. Chrám stojí na místě, kde prý v 9. století po Kristu byla svatá Anatolie mučena. Šaff vytvořil její sochu téměř tři metry vysokou a umístil ji do výklenku nad oltářem, kde věřící ku pobožnosti vybízí. Za tuto práci nevzal žádnou odměnu.
- 1895 – V italské Santa Anatolii se manželům Šaffovým narodilo první ze čtyř dětí, syn Benedikt.

### 1895–1896 Francie, studijní pobyt v Paříži
Po tříletém pobytu v Itálii se vydal na roční studijní pobyt do Paříže, zde byl v ateliéru Auguste Rodina. Do Paříže ho táhla touha vidět velké světové město s moderními výtvarnými díly. Vytvořil zde několik portrétů, reliéf „V domněnce“, sochu „Anarchii“, reliéf „Mateřská láska“ a několik menších děl.

### 1897–1919 opět Vídeň
Obohacen o nové dojmy se vrátil do Vídně. Zde si zařídil za pomoci Karla Kramáře ateliér. Stále však bojoval s finančním zabezpečením rodiny, a proto usiloval všemi způsoby o získávání zakázek.
- 1897 – Vytvořil tři medailonky znázorňující „Pravěk“, „Dějiny“ a „Památky“ pro Městské museum v Praze, první poprsí doktora Karla Kramáře, reliéf s portrétem Gustava Eima a náhrobek pro Eimovu matku v Rokycanech.
- 1898 – Vznikla „Ospalá modlitba“.
- 1900 – Na zakázku ministerstva osvěty a vyučování vytvořil cyklus „Dívčí válka“, rozsáhlých reliéfů v celkové délce 16 metrů a šířce 1,28 metru, vytesaný do jemnozrnného pískovce, který je umístěn po obou stranách schodiště v Západočeském muzeu v Plzni (dříve Průmyslové muzeum královského města Plzně). Ministerstvo si nejprve objednalo roku 1897 plastickou skicu z patinované sádry, podle které Šaff tesal originál. Ta je vystavena v Městském muzeu v Poličce. Zhotovení plastiky ministerstvo financovalo 25 000 Korunami. O umístění plastiky soutěžilo město město Plzeň s Prahou. Plzeň zvítězila, protože nabídla obecní příspěvek 25 000 Korun, které byly k vytvoření celého díla potřeba. Reliéf patří mezi první díla české moderní plastiky monumentálních rozměrů. Znázorňuje báji o českých amazonkách, zaznamenanou poprvé kronikářem Kosmou, a později popsanou v Dalimilově kronice. Šaff ji rozdělil do dvou částí, z nichž každá obsahuje pět výjevů, které na sebe dějově navazují. K oddělení jednotlivých výjevů použil většinou stromy, čímž docílil harmonického přechodu jedné scény do druhé a nerušeného pokračování děje. Je to Šaffovo největší dílo a pracoval na něm v letech 1898 – 1901 ve Vídni. Vysoký reliéf má více než 50 hlavních figur.
  - Děj první části (po Libušině smrti jsou ženy, sídlící na hradě Děvíně, nespokojeny s nadvládou mužů. V čele s Vlastou vedou proti mužům boj a pomáhají si hlavně lstí a úklady.) je rozdělen do 5 scén:
    - 1. Šárčina lest (před Šárkou stojí v lese skupina mužů a sleduje Ctirada, který zbavuje pout obnaženou Šárku připoutanou ke stromu – nástraha žen),
    - 2. Oklamání mužů (po opití mužů medovinou dává Šárka z náruče zamilovaného Ctirada znamení rohem ženám, které mají muže přepadnout),
    - 3. Přepadení (jedna žena napadá muže spícího u stromu dýkou, druhá morduje bezmocného Ctirada, další se napřahuje mečem po muži, kterého si přidržuje druhou rukou),
    - 4. Výsměch (Šárka se vysmívá Ctiradovi připoutanému ke stromu, další její družka pozdvihuje Ctiradův meč a druhou rukou se posměšně dotýká čela),
    - 5. Pomsta (dívky tančí kolem Ctiradova těla vpleteného do kola. Šárka svolává družky rohem k veselí, vpravo babice s berlou upírá škodolibý pohled ke kolu).

  - Děj na druhé části je rozdělen také do 5 scén:
    - 1. Vítězosláva (ženy se kochají pohledem na useknutou hlavu, kterou jedna z nich za kštici drží),
    - 2. Výpad Vlastin (výpad žen s Vlastou v čele, jednou rukou ženy do boje vyzývá a druhou ukazuje na nepřítele. Zde již ale je několik raněných žen),
    - 3. Bitva (napravo od Vlasty útočí ženy na muže, ti však jejich odvahu mění v porážku. Hlavní postavou jsou tři ramenatí muži, kteří s ženami bojují),
    - 4. Porážka (muž, vůdce, stojí nad přemoženou Vlastou, ve tváři má uspokojení z porážky Šárčiny, z druhé strany však přihlíží bojovník s účastí ve tváři),
    - 5. Smíření (muž bere na milost klečící ženu, vlevo udílí smíru posvěcení ržec v říze s bůžkem domácího pokoje v ruce).

  - Originál prvé části Dívčí války byl vystaven v roce 1900 na světové výstavě v Paříži (druhá část jen ve fotografii). Následkem intrik rakousko-uherských byrokratů bylo dílo českého umělce umístěno pouze v koridoru dánského oddělení, takže u mnohých diváků mohlo dojít k mystifikaci, že jde o vynikající práci dánského sochaře Šaffa. V roce 1902 bylo dílo vystaveno ve vídeňském Künstlerhausu. Dílo bylo zakoupeno pro Západočeské muzeum v Plzni a v roce 1901 bylo provedeno v jemnozrnném francouzském savonierském pískovci. Zajímavostí je, že některé figury 2. dílu nesou podoby známých tváří Šaffových přátel a příznivců v letech jeho vídeňského pobytu. Vlevo hledící muži ve střední skupině Bitvy jsou poslanec Dr. Karel Kramář a prof. Dr. Eduard Albert. Vlasta ve druhém výjevu je Naděžda Kramářová, dívka povznášející useknutou Ctiradovu hlavu je paní Macharová, druhá dívka vztahující ruce po Ctiradově hlavě je paní Bronislava Herbenová. Muž s mečem nalevo od padlé Vlasty je Šaffův otec, muž vpravo je básník Josef Svatopluk Machar. Umělcovu choť můžeme vidět v 5. výjevu jako ženu klečící před mužem.
- 1901 – Vytvořil podobiznu doktora Antonína Rezka.
- 1906 – Vytvořil bustu JUDr. Antonína Mezníka, poslance ve Vídni.
- 1906 – Vytvořil sochu „Maddona“ a sošku „Sběračka brambor“. Narodila se mu dcera Helena (*31. ledna 1906 Vídeň, hudebnice, provdaná Čermáková).
- 1906 – Umělecká výzdoba vily „Barbo“[8] manželů Kramářových na Krymu (u osady Gaspra nedaleko od Jalty, dnes státní sanatorium „Sosnovaja rošča“). Na atice jsou umístěny figury moderních sfing. Jejich modely s expresivně vypjatou grimasou předtím vystavoval v pražském Rudolfinu. Kreslené skici se dochovaly ještě k reliéfům bohyň Pallas Athény a Juno. Dnes je vila ve vlastnictví ruské vlády, je využívána pro státní návštěvy a je nepřístupná. Vilu je možné spatřit pouze od moře z lodi nebo z letadla.
- 1907 – Vytvořil pro kostel v Prostějově reliéf „Svatý Josef s dítkem“.
- 1911 – Vytvořil plaketu pro Slovanský věneček ve Vídni.
- 1912 – Vytvořil plaketu Českého plesu ve Vídni.
- 1915 – V první světové válce 12. srpna padl u Lupky (kde byl i pochován) prvorozený Šaffův syn poručík Beno Šaff.[6]

### 1919–1923 Brno, Česká vysoká škola technická
Po vzniku Československé republiky se v roce 1919 Šaff s rodinou přestěhoval do Brna. Dostal zde nabídku na místo profesora na České vysoké škole technické. Smlouvu však neměl podepsanou, místo po přestěhování nakonec nedostal. Ocitl se tedy bez prostředků, roli živitele rodiny tak musela dočasně převzít jeho manželka Frederika, která v Brně vyučovala cizí jazyky.
Až ve školním roce 1921–1922 byl jmenován docentem modelování na oboru architektury České vysoké školy technické. Učil předmět Figurální antické modelování a medailérství. Škola mu však neposkytla ani ateliér ani místo pro výuku. Azyl umělci a jeho žákům nakonec poskytl řád augustiniánů ve svém klášteře na Starém Brně. Sochařství se však věnoval i nadále. V Brně se nachází řada jeho prací, například pamětní deska Johanna Gregora Mendela na Mendelově náměstí 1/04, jejíž je autor.
- 1920 – portrétní poprsí Dr. Aloise Rašína
- 1921 – bronzový reliéf mistra Jana Husa. Byl umístěn na žulový balvan, který byl roku 1921 dopraven z Oldřiše do Poličky a postaven v městském parku Liboháji.

I když se Šaff, mezi prvními z vídeňských Čechů, vrátil do své vlasti, československé občanství mu bylo uděleno teprve 11. května 1923.
Zemřel dne 26. prosince 1923 při jedné z epidemií chřipky v nemocnici v Brně u svaté Anny.
Pohřben je na brněnském Ústředním hřbitově. Pískovcový náhrobek vytvořila hořická kamenická škola v roce 1924, která vycházela z návrhu samotného Šaffa z roku 1902.

## Dílo
Vytvořil okolo 370 děl, dochovaly se z nich asi dvě třetiny (část byla vymodelovaná z hlíny nebo ze sádry).
- alegorie Vzduch (1887) a Země (1887) vytvořené pro Zemské muzeum království českého
- Léda s labutí (1889–1890)
- Vraždění nemluvňat v Betlémě (1891), Římská cena
- La fine della canzone (1893–1894 a 1895)
- Neronova pochodeň (1894)
- Pro nové městské muzeum vznikly medailony Pravěk, Dějiny a Památky (1896)
- Dívčí válka (1897–1901)
- Figury moderních sfing, reliéfy bohyň Pallas Athény a Juno – výzdoba vily "Barbo" na Krymu (1906)
- Svatý Josef s dítkem, reliéf pro prostějovský kostel (1907)
- Náhrobek rodiny Suchánkovy a Buzkovy s postavou sedící ženy, Veselí nad Lužnicí (1916)
- Rozsáhlá je i jeho portrétní tvorba:
  - portrét Františka Ladislava Riegra (1887) vytvořený pro Slovanskou besedu
  - poprsí Karla Kramáře (1897, Národní muzeum)
  - portrét hraběte Harracha (1891)
  - portrét Antonína Rezka (1901)
  - náhrobek prof. Alberta (1902)
  - pamětní deska Josefa Smoly (1908)
  - hlava Františka Ladislava Riegra (1913)
  - pomník Benedikta Šaffa (1916)
  - reliéf mistra Jana Husa pro pomník v poličském Liboháji (1921)

## Galerie

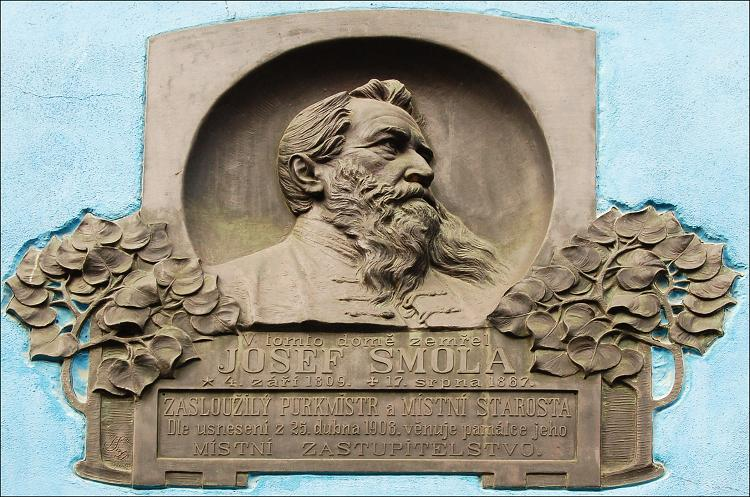
Pamětní deska purkmistra Josefa Smoly v Poličce (1885)
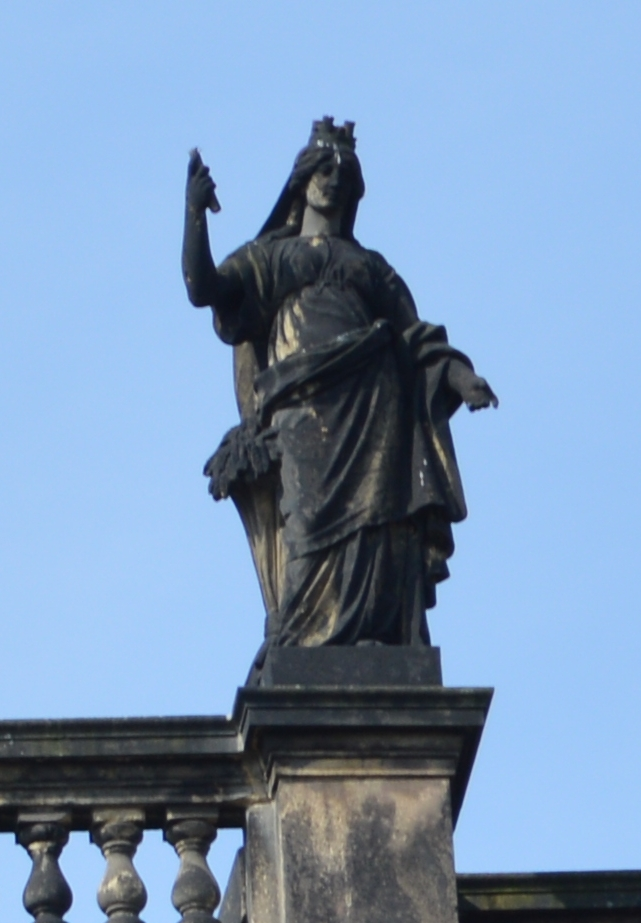
Alegorie "Země" na budově Národního muzea (1888)
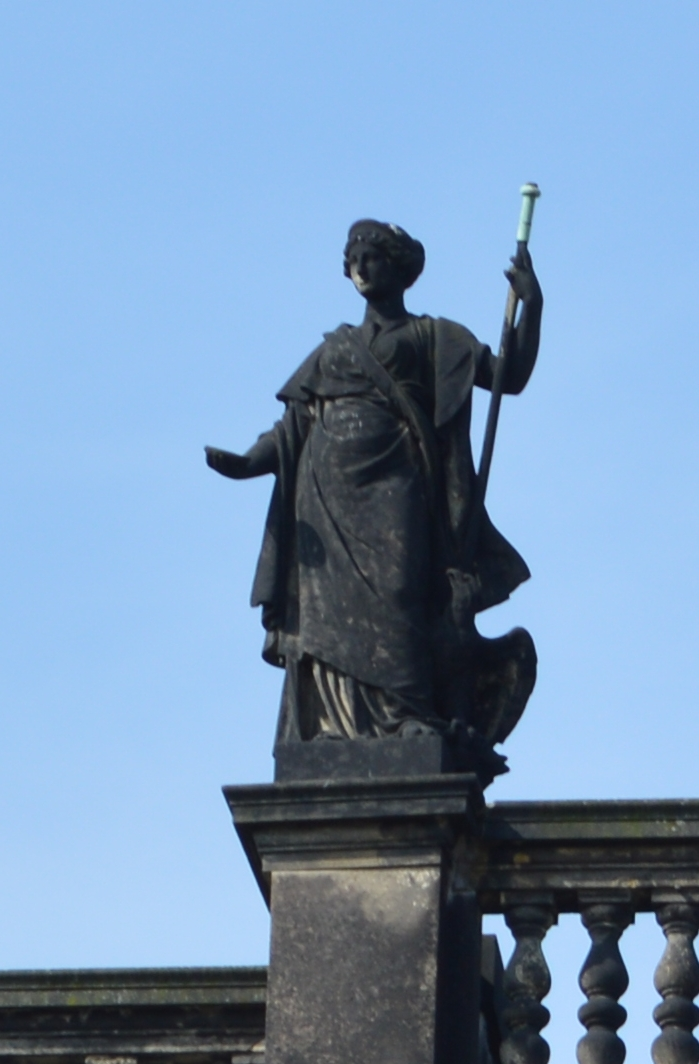
Alegorie "Vzduch" na budově Národního muzea (1888)
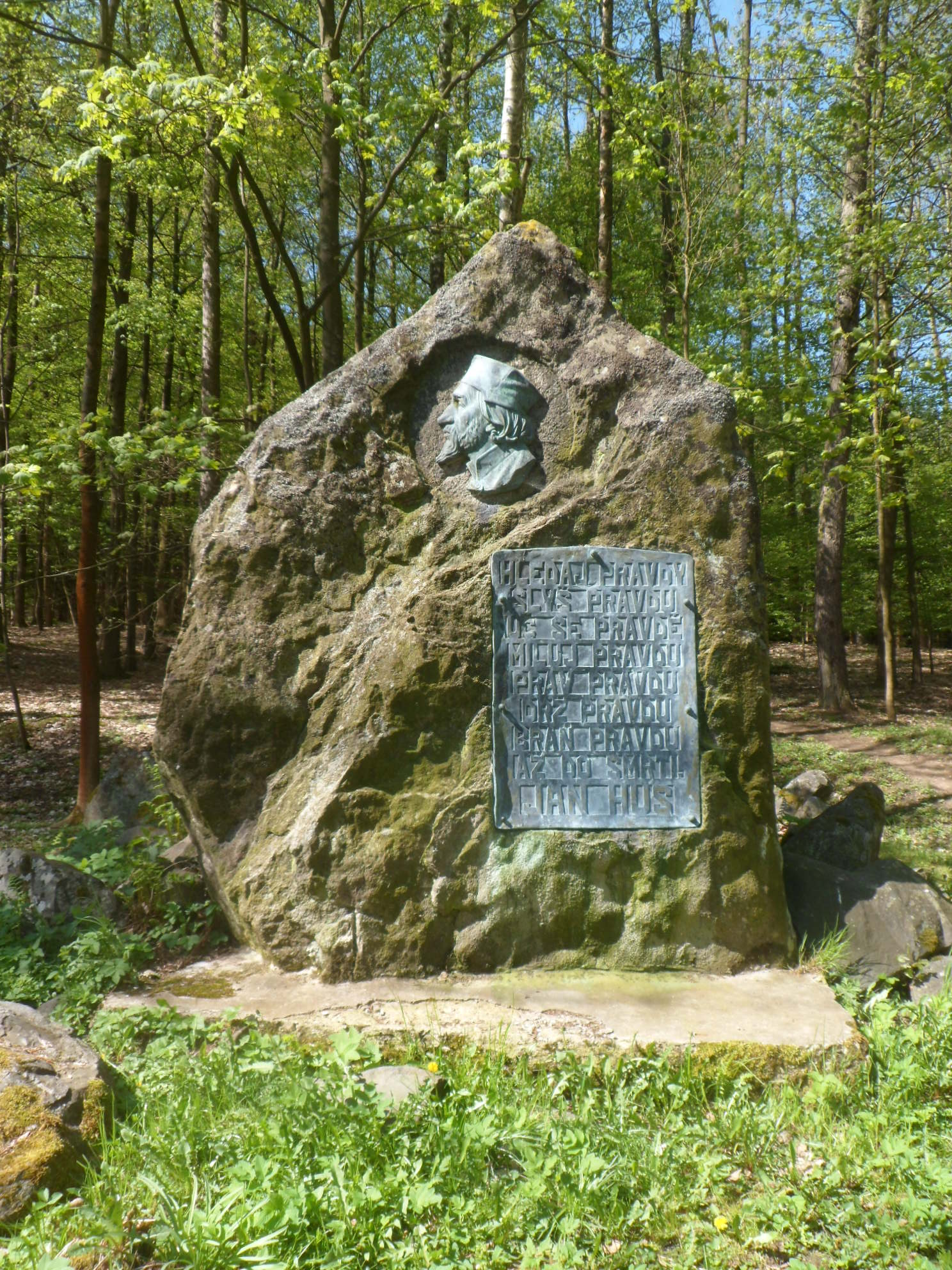
Pomník mistra Jana Husa v Poličském Liboháji (1921)